# Parafia Podwyższenia Krzyża Świętego w Czerniewiczach
Parafia Podwyższenia Krzyża Świętego w Czerniewiczach (biał. Парафія Узвышэння Святога Крыжа у Чарневічах) – parafia rzymskokatolicka w Czerniewiczach. Należy do dekanatu głębockiego diecezji witebskiej. Została utworzona w 1938 roku.

## Historia
Wieś Czerniewicze w 1744 roku leżała w granicach parafii w Zadrożu w dekanacie połockim diecezji wileńskiej.
Kościół parafialny pw. św. Jana Chrzciciela został wybudowany w latach 1920–1922. Była to filia parafii w Prozorokach, położonej w odległości 10 km. W 1938 roku powstała parafia w dekanacie głębockim diecezji wileńskiej. Przed II wojną światową była to duża parafia, lecz później wielu parafian wyjechało do Polski. W latach 50. XX w. władze komunistyczne zamknęły kościół, a proboszcz ks. Jan Litwiński został wysłany do parafii w Zadrożu. W szybkim czasie kościół zaczął zmieniać się w ruinę, do lat 90. przechowywano w nim zboże. W 1990 roku nastąpiło ożywienie religijne i zarejestrowano Komitet Kościelny. Parafia leżała w diecezji mińskiej, a od 1991 r. w archidiecezji mińsko-mohylewskiej. W 1991 roku proboszcz parafii w Zadrożu ks. Lucjan Pawlik MIC oraz parafianie z Czerniewicz uzyskali od władz zwrot kościoła wiernym. Pierwsza Msza Święta po zwrocie świątyni została odprawiona w odnowionym kościele w 1993 roku.
Od 1999 roku parafia leży w diecezji witebskiej.

## Obszar
W 2004 roku do parafii należały miejscowości: Czerniewicze, Sachnowicze, Kosarowo, Szyłowo, Sanniki, Czabany, Łosiowo, Roślewo, Szyciki.
W 2017 r. na terenie parafii znajdowały się miejscowości: Czerniewicze, Zamchowo, Sachnowicze, Skrażyno. 
W parafii istnieją wspólnoty: Żywy Różaniec, ministranci, „Duchowe usynowienie” – dzieło duchowej adopcji kapłanów. W Czerniewiczach znajduje się cmentarz grzebalny.

## Proboszczowie parafii
| imię i nazwisko                                     | daty urzędowania |
| --------------------------------------------------- | ---------------- |
| Ks. Jan Zmitrowicz                                  | 1938             |
| Ks. Jan Litwiński                                   | 1938 – 1950      |
| Ks. Lucjan Pawlik MIC (dojazdy z parafii w Zadrożu) | 1991 – 1999      |
| Ks. Jerzy Zygmuntowski                              | 2003 –           |
| Ks. Edward Narodowski                               | 2010 –           |

## Źródła
- Kościół św. Jana Chrzciciela w Czerniewiczach na stronie internetowej radzima.org